# Hambi
Hambi (em sumério: Hanbi), na mitologia suméria, era o deus dos mau vento e pai de Pazuzu.